# Петар Брзіца
Петар Брзіца, Петар Брзиця (хорв. Petar Brzica; 1917, Хорватія, Австро-Угорщина — ?) — хорватський воєнний злочинець, який звинувачувався у масовому вбивстві сербів. Свої злочини скоював ножем-сербосеком. Був «рекордсменом» за кількістю вбивств за ніч (1 360 осіб).

## Життєпис
Закінчив Францисканський коледж у місті Широкі Брієг, навчався на юридичному факультеті Загребського університету. Був членом Великого ордену Хрестоносців. У молодості захопився націоналістичними ідеями, вступив в партію усташів. В армії НДХ дослужився до звання лейтенанта.
29 серпня 1942 року взяв участь у змаганні з убивств полонених сербів-в'язнів концтаборів і здобув перемогу, знищивши приблизно 1 360 осіб. Деякі історики стверджують, що він не вбив і тисячі осіб або ж не більше ніж 1 100. Як нагороду він отримав грошове заохочення та іменний золотий годинник.
У березні 1943 року він зазнав побиття з боку полонених сербів на знак помсти за акт геноциду.
Після війни через американський полон потрапив до США, де все пояснив своєму психіатру. Його ніколи не екстрадували і не скарали.